# Terex 33-19 Titan

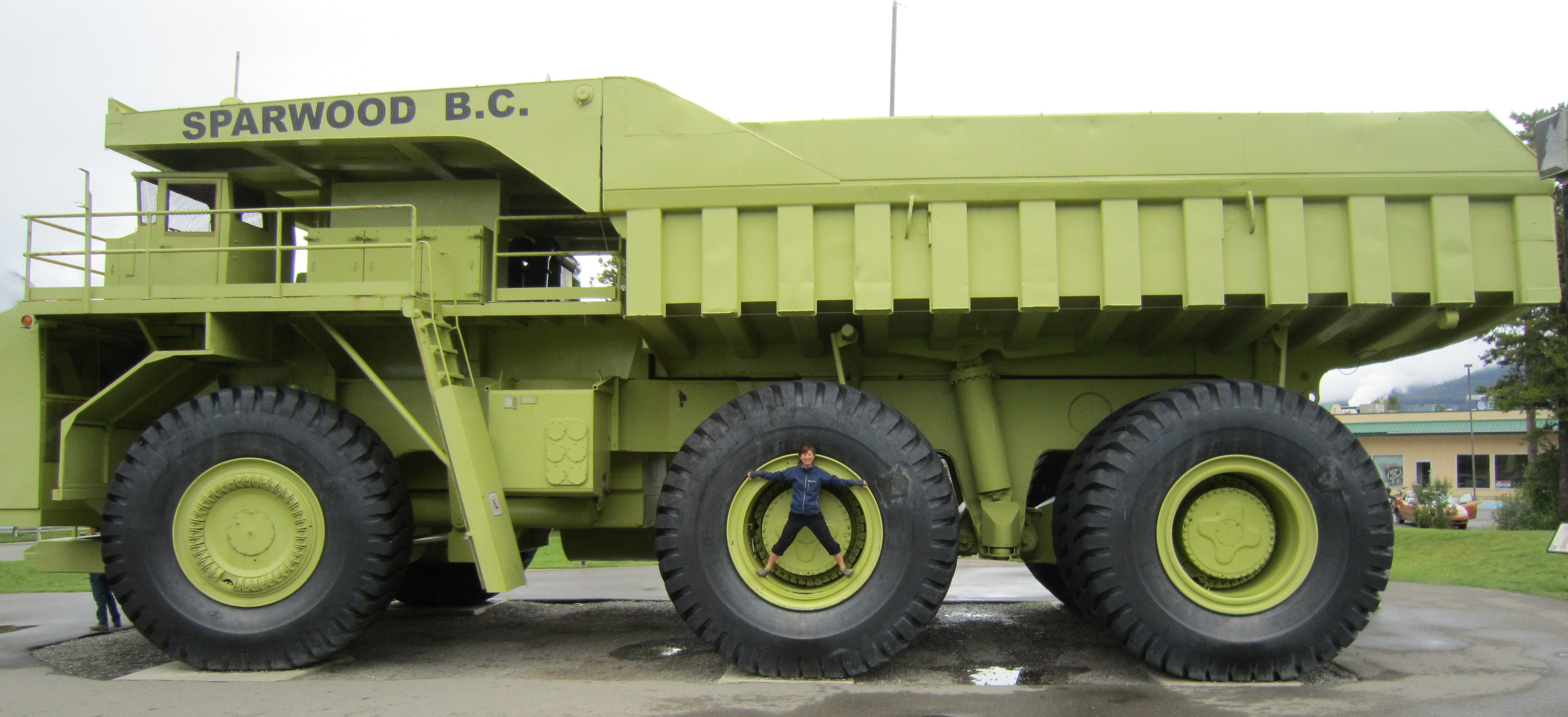
Terex 33-19 Titan.

Le Terex 33-19 Titan était un prototype de camion de transport canadien (un tombereau rigide), construit par Terex, à l'époque division de General Motors. Il avait une masse à vide de 235 t et une charge utile de 335 t. Il était alimenté par un moteur 16-cylindres de 169,5 l développant 3 300 hp (2 460 kW ou environ 3 340 ch), couplé à un générateur. Ce dernier alimentait quatre moteurs électriques à traction, situés sur chaque roue arrière. L'engin faisait 20,1 m de long et 6,9 m de haut. Construit en 1974 à l'usine GM de London, il a subi douze mois de tests en Californie. En 1978, il fut assemblé à Sparwood (Colombie-Britannique) pour Kaiser Ressources. Il finit son service dans la Elkview coal mine (en) en 1990, car devenu trop cher à exploiter. En 1994, Elkview Coal Corporation en fit cadeau à la chambre de commerce de Sparwood, qui l'a exposé dans la ville. Son moteur fut alors retiré. Aucun autre camion de cette taille ne vit le jour, en partie à cause des énormes tensions et efforts que doit subir le châssis.
Le tombereau Liebherr T 282B affiche une longueur inférieure (14,5 m) mais une charge utile plus élevée et un moteur plus puissant. À la différence du Terex 33-19 Titan, il n'est pas un prototype, mais un modèle commercial normal.
| Terex 33-19 Titan   | Terex 33-19 Titan     |
| Châssis             | Châssis               |
| ------------------- | --------------------- |
| Carrosserie         | Tombereau rigide      |
| Coffre              | Benne                 |
| Pneus               | ∅ 3,35 m, 4 t         |
| Dimensions          |                       |
| L × l × H           | 20,09 × 7,57 × 6,88 m |
| Masses              |                       |
| Masse totale à vide | 235 t                 |
| Charge utile        | 335 t ou 317 t        |
| Capacité réservoirs |                       |
| Gazole              | 3 632 l               |
| Huile               | 1 262 l               |